# Jesper Bratt
Jesper Bratt (Estocolmo, Suecia, 30 de julio de 1998), apodado Minion, es un jugador profesional sueco de hockey sobre hielo que se desempeña en la posición de extremo izquierdo en New Jersey Devils, equipo de la National Hockey League (NHL).

## Carrera
Fue seleccionado en la sexta ronda en la NHL Entry Draft de 2016. En 2017 hizo su debut profesional con el equipo New Jersey Devils, donde lleva jugando siete temporadas.